# Elachista spumella
Elachista spumella is een vlinder uit de familie grasmineermotten (Elachistidae). De wetenschappelijke naam is voor het eerst geldig gepubliceerd in 1920 door Caradja.
De soort komt voor in Europa.